# Stoumont
Stoumont este o comună francofonă din regiunea Valonia din Belgia. Comuna este formată din localitățile Stoumont, Chevron, La Gleize, Lorcé, Rahier, Targnon, Chession, Cheneux, Monceau, Cour, Moustier, Borgoumont, Moulin du Ruy, La Venne și Xhierfomont. Suprafața totală a comunei este de 108,45 km². La 1 ianuarie 2008 comuna avea o populație totală de 2.996 locuitori. 

## Localități înfrățite
- Franța: Ervy-le-Châtel.